# Coppa del Mondo di combinata nordica 1987
La Coppa del Mondo di combinata nordica 1987, quarta edizione della manifestazione organizzata dalla Federazione Internazionale Sci, ebbe inizio il 13 dicembre 1986 a Canmore, in Canada, e si concluse il 19 marzo 1987 a Oslo, in Norvegia.
Furono disputate 9 gare in altrettante località, tutte individuali Gundersen: 8 su trampolino normale, 1 su trampolino lungo. Nel corso della stagione si tennero a Oberstdorf i Campionati mondiali di sci nordico 1987, non validi ai fini della Coppa del Mondo, il cui calendario contemplò dunque un'interruzione nel mese di febbraio.
Il norvegese Torbjørn Løkken si aggiudicò la coppa di cristallo, il trofeo assegnato al vincitore della classifica generale. Non vennero stilate classifiche di specialità; Hermann Weinbuch era il detentore uscente del trofeo.

## Risultati
| Data             | Località       | Nazione          | Trampolino            | Spec.       | Primo            | Secondo             | Terzo              |
| ---------------- | -------------- | ---------------- | --------------------- | ----------- | ---------------- | ------------------- | ------------------ |
| 13 dicembre 1986 | Canmore        | Canada           | Alberta K89           | IN NH/15 km | Torbjørn Løkken  | Espen Andersen      | Allar Levandi      |
| 30 dicembre 1986 | Oberwiesenthal | Germania Est     | Fichtelberg K90       | IN NH/15 km | Hippolyt Kempf   | Allar Levandi       | Ján Klimko         |
| 3 gennaio 1987   | Schonach       | Germania Ovest   | Langenwaldschanze K90 | IN NH/15 km | Hubert Schwarz   | Vasilij Savin       | Hippolyt Kempf     |
| 10 gennaio 1987  | Reit im Winkl  | Germania Ovest   | Franz Haslberger K90  | IN NH/15 km | Fredy Glanzmann  | Torbjørn Løkken     | Klaus Sulzenbacher |
| 17 gennaio 1987  | Autrans        | Francia          | Le Claret K90         | IN NH/15 km | Torbjørn Løkken  | Fredy Glanzmann     | Klaus Sulzenbacher |
| 27 febbraio 1987 | Lahti          | Finlandia        | Salpausselkä K88      | IN NH/15 km | Thomas Müller    | Hermann Weinbuch    | Hubert Schwarz     |
| 6 marzo 1987     | Falun          | Svezia           | Lugnet K89            | IN NH/15 km | Torbjørn Løkken  | Thomas Müller       | Hermann Weinbuch   |
| 13 marzo 1987    | Leningrado     | Unione Sovietica | Kavgolovo K88         | IN NH/15 km | Vasilij Savin    | Hermann Weinbuch    | Thomas Müller      |
| 19 marzo 1987    | Oslo           | Norvegia         | Holmenkollen K105     | IN LH/15 km | Hermann Weinbuch | Trond-Arne Bredesen | Torbjørn Løkken    |

Legenda:

IN = individuale Gundersen

NH = trampolino normale

LH = trampolino lungo

## Classifiche

### Generale
| Pos. | Nome                | Nazione          | Punti |
| ---- | ------------------- | ---------------- | ----- |
| 1    | Torbjørn Løkken     | Norvegia         | 146   |
| 2    | Hermann Weinbuch    | Germania Ovest   | 100   |
| 3    | Hippolyt Kempf      | Svizzera         | 90    |
| 4    | Hubert Schwarz      | Germania Ovest   | 89    |
| 5    | Thomas Müller       | Germania Ovest   | 86    |
| 6    | Allar Levandi       | Unione Sovietica | 73    |
| 7    | Vasilij Savin       | Unione Sovietica | 72    |
| 8    | Klaus Sulzenbacher  | Austria          | 68    |
| 9    | Trond-Arne Bredesen | Norvegia         | 66    |
| 10   | Fredy Glanzmann     | Svizzera         | 52    |

### Nazioni
| Pos. | Nazione          | Punti |
| ---- | ---------------- | ----- |
| 1    | Norvegia         | 369   |
| 2    | Germania Ovest   | 316   |
| 3    | Unione Sovietica | 200   |
| 4    | Svizzera         | 174   |
| 5    | Austria          | 96    |